# Carla Bodendorf
Carla Bodendorf (născută Rietig; n. 13 august 1953, Eilsleben, Saxonia-Anhalt, Germania) este o atletă ce a reprezentat Republica Democrată Germană, medaliată olimpică. A participat la o ediție a Jocurilor Olimpice (1976) în care a câștigat medalia de aur în proba de 4x100 m.

## Palmares
| An   | Competiție           | Locație             | Loc | Eveniment | Note  |
| ---- | -------------------- | ------------------- | --- | --------- | ----- |
| 1975 | Cupa Europei         | Nisa, Franța        | 1   | 4x100 m   | 42,81 |
| 1976 | Jocurile Olimpice    | Montréal, Canada    | 4   | 200 m     | 22,64 |
| 1976 | Jocurile Olimpice    | Montréal, Canada    | 1   | 4x100 m   | 42,55 |
| 1978 | Campionatul European | Praga, Cehoslovacia | 3   | 200 m     | 22,64 |
| 1978 | Campionatul European | Praga, Cehoslovacia | 3   | 4x100 m   | 43,07 |